# Suzhou Zhongxue

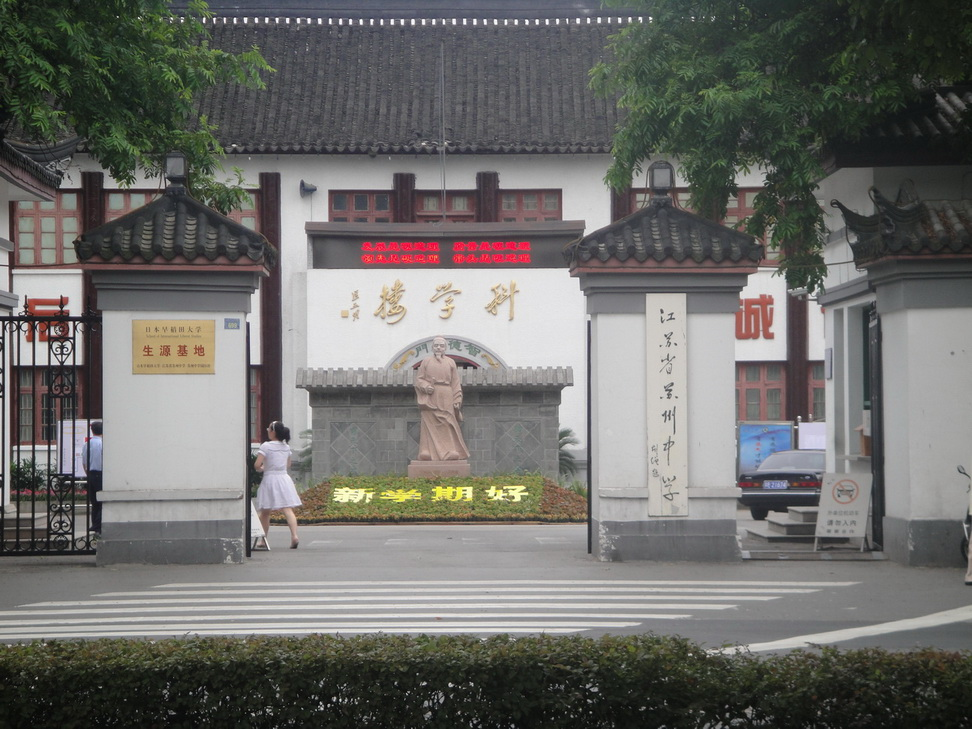
Schuleingang

Jiangsu sheng Suzhou zhongxue (chinesisch 江蘇省蘇州中學 / 江苏省苏州中学, Pinyin Jiāngsū shěng Sūzhōu zhōngxué, englisch Suzhou High School of Jiangsu Province), kurz Suzhou zhongxue, ist eine weiterführende Schule in Suzhou in der Provinz Jiangsu der Volksrepublik China.
Sie geht zurück auf die „Präfekturschule Suzhou“(chinesisch 蘇州府學 / 苏州府学) die 1035 von Fan Zhongyan gegründet wurde.